# Marvin Delph
Marvin Delph, né le 15 septembre 1956, à Conway, en Arkansas, est un ancien joueur américain de basket-ball. Il évolue durant sa carrière au poste d'arrière.